# Китаев, Дмитрий Васильевич (хоккеист)
Дмитрий Васильевич Китаев (21 февраля 1938 — 5 октября 2005) — советский хоккеист, защитник, двукратный чемпион СССР, мастер спорта СССР.

## Биография
Дмитрий Китаев начинал играть в хоккей в 1952 году в юношеской команде московского «Спартака».
В 1956—1957 годах Дмитрий Китаев выступал за команду «Спартак» (Москва), в 1957—1960 годах — за команду СКВО/СКА (Ленинград), в 1960—1963 годах — за команду «Крылья Советов» (Москва), а в 1963 году вернулся в московский «Спартак», за который продолжал выступать до 1970 года. За всё время выступлений в чемпионате СССР Китаев провёл около 320 матчей и забросил 32 шайбы в ворота соперников (по другим данным, около 390 матчей и 38 шайб), в том числе в составе «Спартака» 222 матча и 19 шайб. Играя за «Спартак», он два раза (в 1967 и 1969 годах) становился чемпионом СССР, четыре раза (в 1965, 1966, 1968 и 1970 годах) — серебряным призёром и один раз (в 1964 году) — бронзовым призёром чемпионата СССР. Во время выступлений за московский «Спартак» в разные годы играл в паре с защитниками Алексеем Макаровым, Валерием Кузьминым и Владимиром Мигунько.
Выступал за вторую сборную СССР по хоккею.
В 1970—1973 годах Дмитрий Китаев был тренером молодёжной команды «Спартак». В 1974—1976 годах он был играющим тренером команды «Бёлер» австрийского города Капфенберг. В 1985—1989 годах Китаев работал тренером команды «Спартак», в сезоне 1996/1997 года он был главным тренером команды «Спарта» (Москва), а в 1999—2002 годах — тренером «Спартака-2». Кроме этого, в течение ряда лет он работал тренером СДЮШОР «Спартак» (Москва).
В 1996 году он был награждён медалью ордена «За заслуги перед Отечеством» II степени.
Дмитрий Китаев скончался 5 октября 2005 года. Похоронен на Донском кладбище в Москве.

## Достижения
- Чемпион СССР по хоккею — 1967, 1969[1][3].
- Серебряный призёр чемпионата СССР — 1965, 1966, 1968, 1970[3].
- Бронзовый призёр чемпионата СССР — 1964[1].
- Финалист Кубка СССР — 1967[3].